# 人类的性别差异

人类的性别差异已经在多个领域进行了研究。性别决定是由人类基因组第23对染色体中Y的存在或不存在来决定的。表型性别是指个体的性别，由其内外生殖器和第二性征的表现决定。
性别差异通常指的是两面的性特征。这种差异的一个子集被假设为性选择演化过程的产物。

## 医学上
医学上的性别差异包括性别特有的疾病，这是只发生在一个性别的人中的疾病；以及与性相关的疾病，这是更常见的疾病，或在每个性别中表现不同的疾病。例如，某些自身免疫性疾病可能主要发生在一种性别，原因不明。90%的原发性胆汁性肝硬变病例是女性，而原發性硬化性膽管炎在男性中更为常见。基于性别的医学，也被称为“性醫學”，是研究人类性别之间的生物和生理差异以及这种差异如何影响疾病差异的医学领域。传统上，医学研究大多是以男性身体作为临床研究的基础。在运动医学文献中也有类似的发现，在研究的个体中，男性通常占60%以上。 这些研究的结果经常应用于不同的性别，醫療保健提供者在治疗男性和女性患者时采取了统一的方法。最近，医学研究开始理解将性别考虑在内的重要性，因为不同性别之间的症状和治疗反应可能非常不同。
这两个概念都不应与性传播疾病混淆，性传播疾病是通过性接触传播的可能性很大的疾病。
与性有关的疾病有多种原因：
- 与性别相关的遺傳性疾病。
- 生殖系统中特定于一种性别的部分。
- 与该性别在特定社会中所期望的性别角色相关的社会原因。
- 不同性别的预防、报告、诊断或治疗水平不同。

## 生理学上的
人类生理学中的性别差异是与男性或女性人类相关的生理特征的差异。可以有几种类型，包括直接和间接，直接是Y染色体规定的差异的直接结果（由于SRY基因），间接是受Y染色体间接影响（例如，通过激素）的特征。性二型性是指同一物种的雄性和雌性之间的基因类型和表型差异。
通过减数分裂和受精的过程（极少数例外），每个个体都被创造出零条或一条Y染色体。X染色体的互补结果如下，要么是双X染色体，要么是单X染色体。因此，直接的性别差异通常是二元表达的，尽管在更复杂的生物过程中的偏差会产生各种例外。
间接性别差异是通过经验证据和统计分析量化的一般性差异。大多数不同的特征将符合钟形曲线（即正态）分布，可以用平均值（峰值分布）和標準差（范围大小的指标）来大致描述。通常只给出了性别之间的平均或平均差异。这可能会也可能不会排除分布上的重叠。
雄性和雌性之间最明显的差异包括与生殖角色有关的所有特征，特别是内分泌（激素）系统及其生理和行为影响，包括性腺分化、内外生殖器和乳房分化，以及肌肉质量、身高和毛发分布的分化。大脑特定区域的结构也存在差异。例如，平均而言，男性的SDN（人类的INAH3）被反复发现比女性的大得多。

## 心理学上
人类心理学中关于生物性别差异的研究调查了男性和女性之间的认知和行为差异。这项研究采用了各种形式的认知实验测试。测试的重点是智商、空間推理、攻击性、情绪以及大脑结构和功能等方面可能存在的差异。
染色体的构成在人类心理学中很重要。女性通常有两条X染色体，而男性通常有一条X和一条Y染色体。X染色体比Y染色体更活跃，比Y染色体编码更多的信息，Y染色体已被证明影响行为。 遗传学研究人员推测，X染色体可能含有影响社会行为的基因。
大多数智商测试的设计是为了让女性和男性之间没有总分差异。已经发现差异的领域包括语言能力和数学能力。 I智商测试测量的是“液体g”（fluid g），并不是为了消除性别差异而设计的，也往往表明性别差异要么是不存在的，要么是可以忽略不计的。 2008年的一项研究发现，从2年级到11年级，普通人群的数学技能没有显著的性别差异。 在研究中观察到智商得分的变异性存在差异，更多的男性陷入极端。
因为社会和环境因素会影响大脑活动和行为，在发现差异的地方，研究人员可能很难评估这些差异是否是天生的。一些研究表明，差异是由于社会分配的角色（后天），而另一些研究表明，差异是由于内在的差异（天生的或天生的）。 关于这一主题的研究探索了社会影响对两性在认知和行为测试中表现的可能性。关于男女差异的刻板印象已经被证明会影响一个人的行为（这被称为刻板印象威胁）。
心理学家理查德·里帕在他的《性别、自然和养育》一书中发现，女性和男性在现实职业（例如机械师或木匠）的偏好上存在很大差异，在社交和艺术职业的偏好上存在中等差异。他的研究结果还发现，女性更倾向于以人为本，而男性更倾向于以事为本。
Hartung&Wadiger (1998)发现，许多类型的精神疾病和行为问题在患病率和发病率上表现出性别差异。在提供性别比例的80例成年后诊断的疾病中，35例男性比女性更常见（其中17例与物质有关或精神错乱），31例女性比男性更常见，14例在两性中同样常见。
男性和女性嫉妒的差异也可以观察到。虽然女性的嫉妒更有可能是由情感上的不忠引发的，而男性的嫉妒最有可能是由性不忠引发的。约62%至86%的女性报告称，她们会更受情感不忠的困扰，47%至60%的男性报告称，他们会更受性行为不忠的困扰。
2005年，威斯康星大学麦迪逊分校的珍妮特·希布利·海德（Janet Shibley Hyde）提出了性别相似性假说，该假说表明，男性和女性在大多数（但不是全部）心理变量上是相似的。研究的重点是认知变量（例如阅读理解、数学）、交流（例如健谈、面部表情）、社交和个性（例如攻击性、性行为）、心理健康和运动行为。使用对46项薈萃分析的回顾结果，她发现78%的性别差异很小或接近于零。少数例外是一些运动行为（如投掷距离）和某些性行为方面（如对随意性行为的态度），它们显示出最大的性别差异。她在文章的结尾写道：“现在是时候考虑夸大性别差异的代价了。可以说，性别差异会在许多领域造成伤害，包括女性在工作中的机会、夫妻冲突和交流，以及对青少年自尊问题的分析。” 海德还在其他地方表示，“性别内部的差异大于性别之间的差异。”然而，另一篇论文认为，目前提出的性别相似性假设是不可检验的，因为它没有提供相关维度的心理重要性的衡量标准，也没有提供计算维度的规则；少量的相关差异可能比大量微不足道的相似更重要。
2011年，Irina Trofimova发现，在词汇任务和社会言语节奏的气质量表上，女性在时间上具有显著的优势，而在身体耐力的气质量表上，男性的优势在年轻年龄组中更加明显，在老年组中逐渐消失。她认为存在一种“中年-中性性”效应：在年轻群体中观察到的这两种能力的性别差异可能与年龄和荷尔蒙的变化有关。因此，这项研究的结论是，对性别差异的单维方法（在薈萃分析研究中常见）忽视了性别差异与年龄之间可能存在的交互作用。 这种以荷尔蒙为基础的“中年-中性性效应”，以及一些心理性别差异（语言和身体）的特殊性，从驱使性别二型性的系统进化趋势的角度进行了分析。

## 社会学

### 犯罪
统计数据一致地报告说，男性比女性犯下更多的犯罪行为。 在许多不同的行为中，男性自我报告的犯罪行为也高于女性。 对于这种性别差异，许多专业人士都给出了解释。一些不同的解释包括男性对风险和暴力行为的进化倾向、活动中的性别差异、社会支持和性别不平等。特别是，Lee Ellis的进化神经雄激素理论假设性选择导致男性暴露在更多的睾丸素中，导致更多的竞争性行为，这可能导致犯罪。
尽管很难解释它们，但犯罪统计数据可能提供了一种从性别差异的角度调查这种关系的方法。男性和女性之间犯罪率的明显差异可能是由于社会和文化因素、未上报的犯罪或生物因素（例如，睾丸激素或社会生物学理论）。考虑到犯罪本身的性质也可能是一个因素。犯罪可以通过逮捕记录、监禁率和调查等数据来衡量。然而，并不是所有的犯罪都会被报告或调查。此外，一些研究表明，男性可能对报告自己是犯罪的受害者有压倒性的偏见（特别是在女性受害的情况下），一些研究认为，男性报告亲密伴侣的暴力行为会在执法中发现不利的偏见。  Burton等人 (1998)发现低水平的自我控制与犯罪活动有关。

### 教育

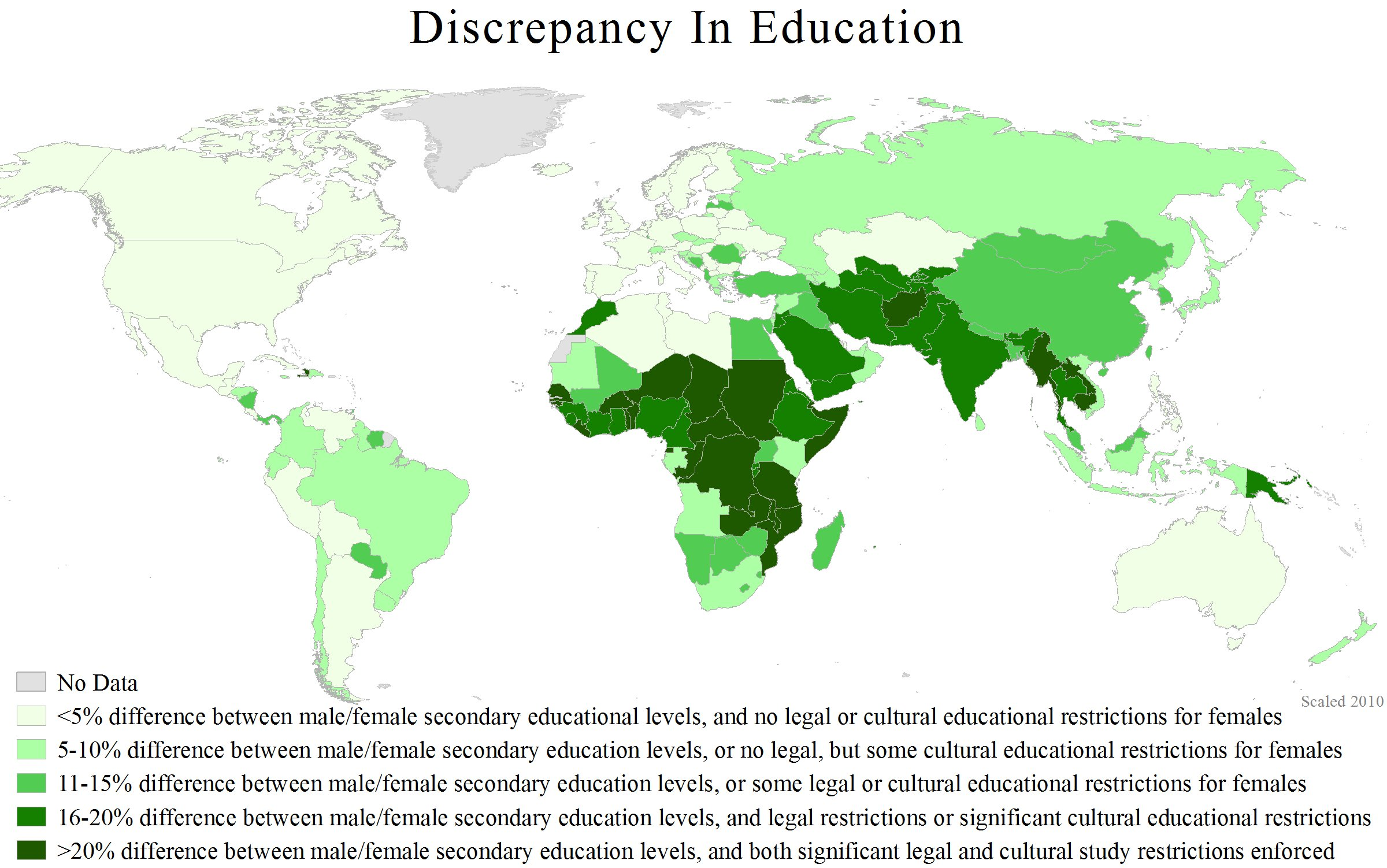
A world map showing countries by gender education disparity, 2010.

有时，在某些地方，教育成就存在性别差异。这可能是由法律或文化上的性别歧视造成的，也可能反映了两性利益的天然差异。

### 领导阶层
已经开展了一项研究来检验领导力是否存在性别差异。领导职位继续由男性主导。 女性很少出现在高级领导职位上，这导致缺乏关于她们在这类职位上表现如何的数据。 这两条研究主线相互矛盾，第一条是领导力存在显著的性别差异，第二条是性别对领导力没有影响。
盖洛普每年都会就职场话题对女性和男性进行调查，当被问及女性老板或男性老板的偏好时，女性选择男性老板的比例为39%，而男性选择男性老板的比例为26%。只有27%的女性更喜欢同性别的老板。  调查结果显示，60年来，职场领导力的男性的偏重一直有增无减。

### 宗教
宗教中的性别差异可以分为“内部”和“外部”两种。内部宗教问题是从特定宗教的角度研究的，可能包括关于男女在政府、教育和崇拜中的作用和权利的宗教信仰和习俗；关于神和宗教人物的性别或性别的信仰；以及关于人类性别起源和意义的信仰。外部宗教问题可以广义地定义为从局外人的角度对特定宗教的审查，包括宗教领袖和俗人之间可能发生的冲突；以及宗教观点在社会问题上的影响和差异。 例如，不同的宗教观点或支持或谴责替代的家庭结构、同性恋关系和堕胎。 外部宗教问题也可以从女权主义或批评理论及其分支中的一些人所信奉的“性别视角”的角度来审视。

### 社会资本
社会资本的性别差异是指男性和女性在通过信任、规范和网络协调行动和实现目标的能力方面的差异。 社会资本往往被视为发展中缺失的一环；因为社会网络促进了资源的获取并保护了共有资源，而合作则使市场更有效地运作。 这一概念有可能有助于让女性的无偿“社区和家务劳动”引起经济学家的注意, 这些劳动对生存和发展至关重要。然而，从性别角度分析社会资本的研究很少，值得注意的例外是非常关键的。

### 自杀
自杀方面的性别差异已被证明是显著的；男性和女性之间的自杀率和自杀企图的比率高度不对称。 这一差距也被称为自杀行为的性别悖论，不同国家之间的差异可能会很大。 统计数据显示，男性死于自杀的频率比女性高得多。

### 承受经济风险
财务决策中的性别差异是相关且显著的。许多研究发现，女性在财务上往往比男性更厌恶风险，并且持有更安全的投资组合。 2015年5月3日，乔治特·贾森在《华尔街日报》上发表的一篇文章中写道：“谈到投资，男人有时会有自己的做事方式，而女人则有不同的方式。”学术研究记录了财务决策的系统性差异，如购买投资与保险、向内部团体与外部团体捐款（例如伊拉克与美国的恐怖主义受害者）、商店支出以及捐赠效应--即人们所拥有的商品的要价。  这些研究中的大多数都是基于大卫·巴坎（David Bakan ）在1966年提出的代理-交流理论； 根据这一理论，由于社会化等因素，男性通常更敏捷（关注自我、向上潜力、攻击性），而女性通常更倾向于社区（关注他人、下行潜力和养育）。这一框架有力地解释了许多财务决策结果。

## 扩展阅读
- 安吉拉·赛尼（Angela Saini）. . Beacon Press. 2018. ISBN 978-0807010037.